# Straight Out of Hell
Straight Out of Hell je čtrnácté studiové album německé powermetalové skupiny Helloween. Jeho nahrávání probíhalo ve studiu Mi Sueño Studio na ostrově Tenerife. Produkce se ujal Charlie Bauerfeind a album vyšlo v lednu 2013.
Skladba „Burning Sun“ je věnována varhaníkovi Jonu Lordovi.

## Seznam skladeb
| Pořadí | Název                   | Autor                       | Délka |
| ------ | ----------------------- | --------------------------- | ----- |
| 1.     | Nabataea                | Andi Deris                  | 7:03  |
| 2.     | World of War            | Sascha Gerstner             | 4:56  |
| 3.     | Live Now!               | Andi Deris, Sascha Gerstner | 3:10  |
| 4.     | Far From the Stars      | Markus Grosskopf            | 4:41  |
| 5.     | Burning Sun             | Michael Weikath             | 5:33  |
| 6.     | Waiting for the Thunder | Andi Deris                  | 3:53  |
| 7.     | Hold Me in Your Arms    | Sascha Gerstner             | 5:10  |
| 8.     | Wanna Be God            | Andi Deris                  | 2:02  |
| 9.     | Straight Out of Hell    | Markus Grosskopf            | 4:33  |
| 10.    | Asshole                 | Sascha Gerstner             | 4:09  |
| 11.    | Years                   | Michael Weikath             | 4:22  |
| 12.    | Make Fire Catch the Fly | Andi Deris                  | 4:22  |
| 13.    | Church Breaks Down      | Sascha Gerstner             | 6:06  |

| Pořadí | Název                                                                   | Autor            | Délka |
| ------ | ----------------------------------------------------------------------- | ---------------- | ----- |
| 14.    | Another Shot of Life (bonus na limitované verzi)                        | Markus Grosskopf | 5:18  |
| 15.    | Burning Sun (doplněno o Hammondovy varhany) (bonus na limitované verzi) | Michael Weikath  | 5:33  |
| 16.    | No Eternity (bonus na japonské verzi)                                   | Markus Grosskopf | 3:34  |

## Obsazení
- Andi Deris – zpěv
- Michael Weikath – sólová kytara, rytmická kytara, vokály v pozadí
- Sascha Gerstner – sólová kytara, rytmická kytara, vokály v pozadí
- Markus Grosskopf – basová kytara, vokály v pozadí
- Daniel Löble – bicí